# Compromiso por Europa
Compromiso por Europa (Compromís per Europa en valenciano) (CpE) fue una coalición electoral formada para las elecciones al Parlamento Europeo de 2019 en España por Coalició Compromís, Ara Més, En Marea, Chunta Aragonesista, Nueva Canarias, Coalición Caballas, Coalición por Melilla,  Partido Castellano, Izquierda Andalucista, Iniciativa del Pueblo Andaluz y Los Verdes de Europa.
Sucesora de Primavera Europea, coalición que logró un parlamentario en las elecciones de 2014, en los comicios de 2019 obtuvo 296.491 votos (1,32%) y ningún escaño.
Partidos regionalista (España)

## Composición
| Partido | Partido                                                                                            | Partido                                                                                            | Ámbito                                        |
| ------- | -------------------------------------------------------------------------------------------------- | -------------------------------------------------------------------------------------------------- | --------------------------------------------- |
|         | Coalició Compromís (Compromís)                                                                     | Coalició Compromís (Compromís)                                                                     | Comunidad Valenciana                          |
|         | | Bloc Nacionalista Valencià (Bloc)                                                                  | Comunidad Valenciana                          |
|         | Iniciativa del Poble Valencià (IdPV)                                                               | | Comunidad Valenciana                          |
|         | Verds Equo del País Valencià (VerdsEquo)                                                           | | Comunidad Valenciana                          |
|         | Ahora Más por Islas Baleares (Más por Menorca, Más por Mallorca,Ahora Ibiza, Gente por Formentera) | Ahora Más por Islas Baleares (Más por Menorca, Más por Mallorca,Ahora Ibiza, Gente por Formentera) | Islas Baleares                                |
|         | En Marea (En Marea)                                                                                | En Marea (En Marea)                                                                                | Galicia                                       |
|         | Chunta Aragonesista (CHA)                                                                          | Chunta Aragonesista (CHA)                                                                          | Aragón                                        |
|         | Nueva Canarias (NCa)                                                                               | Nueva Canarias (NCa)                                                                               | Islas Canarias                                |
|         | Partido Castellano (PCAS)                                                                          | Partido Castellano (PCAS)                                                                          | Castilla y León, Castilla - La Mancha, Madrid |
|         | Coalición Caballas (Caballas)                                                                      | Coalición Caballas (Caballas)                                                                      | Ceuta                                         |
|         | Coalición por Melilla (CpM)                                                                        | Coalición por Melilla (CpM)                                                                        | Melilla                                       |
|         | Iniciativa del Pueblo Andaluz (IdPA)                                                               | Iniciativa del Pueblo Andaluz (IdPA)                                                               | Andalucía                                     |
|         | Izquierda Andalucista (IzAnd)                                                                      | Izquierda Andalucista (IzAnd)                                                                      | Andalucía                                     |
|         | Los Verdes de Europa (LVdeE)                                                                       | Los Verdes de Europa (LVdeE)                                                                       | —                                             |

### Adscripción europea de los miembros de la coalición
| Partido                                                                                             | Partido europeo       | Grupo en el Parlamento Europeo              |
| --------------------------------------------------------------------------------------------------- | --------------------- | ------------------------------------------- |
| Bloc Nacionalista Valencià (Dentro de Compromís)                                                    | Alianza Libre Europea | Grupo de Los Verdes / Alianza Libre Europea |
| VerdsEquo (dentro de Equo, y a su vez dentro de Compromís)                                          | Partido Verde Europeo | Grupo de Los Verdes / Alianza Libre Europea |
| Ahora Más por Islas Baleares (Más por Menorca, Más por Mallorca, Ahora Ibiza, Gente por Formentera) | Alianza Libre Europea | Grupo de Los Verdes / Alianza Libre Europea |
| Chunta Aragonesista                                                                                 | Alianza Libre Europea | Grupo de Los Verdes / Alianza Libre Europea |

### Primeros puestos de la lista electoral
1. Jordi Sebastià Talavera (Compromís)

2. Maria Lidia Senra Rodríguez (En Marea)

3. Faneque Javier Hernández Bautista (NCa)

4. Isaura Navarro Casillas (Compromís)

5. Alice Weber (AraMÉS)

6. Ruth Pina Jiménez (CHA)

## Resultados electorales

### Parlamento Europeo
| Parlamento Europeo |         |       |       |       |     |
| Election           | Vote    | %     | Score | Seats | +/– |
| 2019               | 296,491 | 1,32% | 9.º   | 0/54  | 1   |